# Hum na Sutli
Hum na Sutli es un municipio de Croacia en el condado de Krapina-Zagorje.

## Geografía
Se encuentra a una altitud de 290 m s. n. m. a 79 km de la capital nacional, Zagreb.

## Demografía
En el censo 2011, el total de población del municipio fue de 5 080 habitantes, distribuidos en las siguientes localidades:
- Brezno Gora - 77
- Donje Brezno - 104
- Druškovec Gora -  83
- Gornje Brezno - 290
- Grletinec - 206
- Hum na Sutli - 1 100
- Klenovec Humski - 394
- Lastine - 149
- Lupinjak - 369
- Mali Tabor - 361
- Orešje Humsko - 185
- Poređe - 216
- Prišlin - 436
- Rusnica - 188
- Strmec Humski - 182
- Vrbišnica - 237
- Zalug - 108